# L'Écorché

L'Écorché (Shallow Ground) est un film américain réalisé par Sheldon Wilson, sorti en 2004.

## Synopsis
Un adolescent ensanglanté armé d'un couteau hante le quotidien d'un inspecteur de police.

## Fiche technique
- Titre : L'Écorché
- Titre original : Shallow Ground
- Réalisation : Sheldon Wilson
- Scénario : Sheldon Wilson
- Production : Albert Arena, Fred Bien, Pierre David, Stan Evans, Lawrence Goebel, Martin Mathieu, William Mendel, Jason Ninness, Randy Sampson, John P. Tarver, William Tiffany et Sheldon Wilson
- Société de production : Deco Filmworks
- Budget : 72 000 dollars (54 600 euros)
- Musique : Steve London
- Photographie : John P. Tarver
- Montage : Sheldon Wilson
- Décors : Don 'Tex' Clark
- Costumes : Anya Teresse
- Pays d'origine : États-Unis
- Format : Couleurs - 1,78:1 - Dolby - 35 mm
- Genre : Horreur, thriller
- Durée : 97 minutes
- Dates de sortie : 24 avril 2004 (festival d'Édimbourg), 28 juin 2005 (sortie vidéo États-Unis), 16 août 2005 (sortie vidéo Canada), 20 avril 2006 (sortie vidéo France)

## Distribution
- Timothy V. Murphy : Jack Sheppard
- Stan Kirsch : Stuart Dempsey
- Lindsey Stoddart : Laura Russell
- Patty McCormack : Helen Reedy
- Rocky Marquette : l'adolescent
- Natalie Avital : Darby Owens
- Chris Hendrie : Albert Underhill
- Tara Killian : Amy Underhill
- Myron Natwick : Harvey
- Steve Eastin : l'inspecteur Russell
- John Kapelos : Leroy Riley
- Christine Avila : Mme Underhill
- Ori Pfeffer : Curtis
- Victor Campos : le conducteur du bus

## Autour du film
- Le tournage a débuté le 12 juin 2003 et s'est déroulé à Los Angeles.
- La chanson No One Leaves est interprétée par Scratching Post.
- Le film fut projeté en France le 27 janvier 2005 lors du festival Fantastic'Arts de Gérardmer et en Belgique le 26 mars 2005 lors du Festival international du film fantastique de Bruxelles.

## Distinctions
- Prix du public lors du Festival du film horrifique d'Édimbourg en 2004.